# Meimbressen

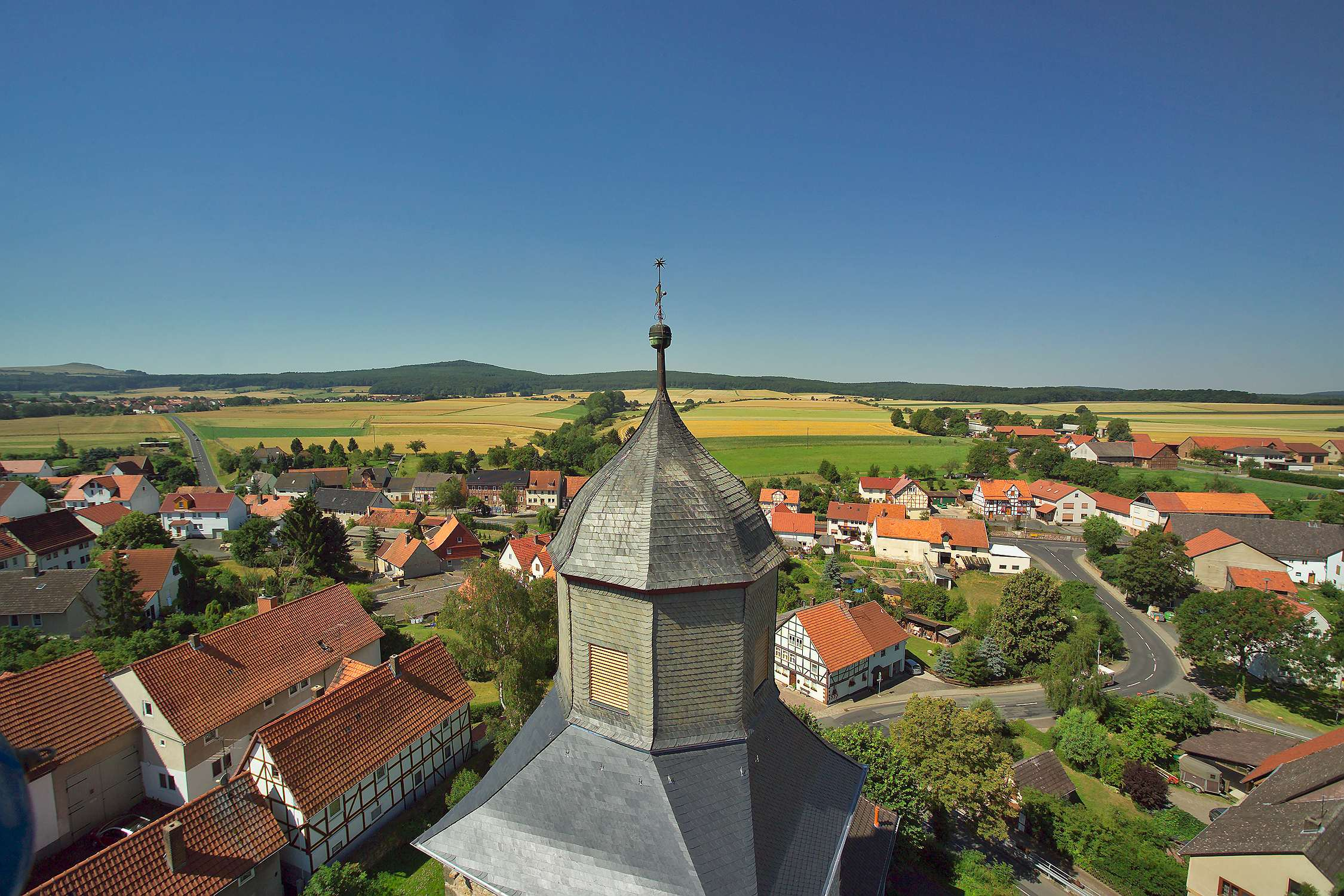
Blick vom Kirchturm auf Meimbressen

Meimbressen ist ein Ortsteil der Gemeinde Calden im nordhessischen Landkreis Kassel.

## Geografie
Meimbressen liegt etwa 14 km (Luftlinie) nordwestlich der Kasseler Innenstadt im Tal der Nebelbeeke, die von ihrer Quelle am Fuß des Hohen Dörnberg nach Nordwesten bis zu ihrer Mündung in die Warme in Obermeiser fließt.
Dort befindet es sich an der Landesstraße von Ahnatal über Fürstenwald, Ehrsten und Westuffeln nach Obermeiser. In der Nähe verläuft die den Ort weiträumig umgehende Bundesstraße 7 von Calden nach Westuffeln; über diese Bundesstraße besteht Anbindung nach Kassel. Der nächste Bahnhof befindet sich in Fürstenwald.
Meimbressen zerfällt geographisch in drei Teile. Der alte Ortskern um die Kirche liegt auf einer Hangkante des Lindenbergs oder darunter. Nach Osten – in Richtung Calden – schließt sich jenseits des Friedhofs das Neubaugebiet der 1950er und 1960er Jahre an. Nach Norden liegt das Neubaugebiet der 1980er Jahre, das noch immer nicht vollständig bebaut ist.

## Geschichte

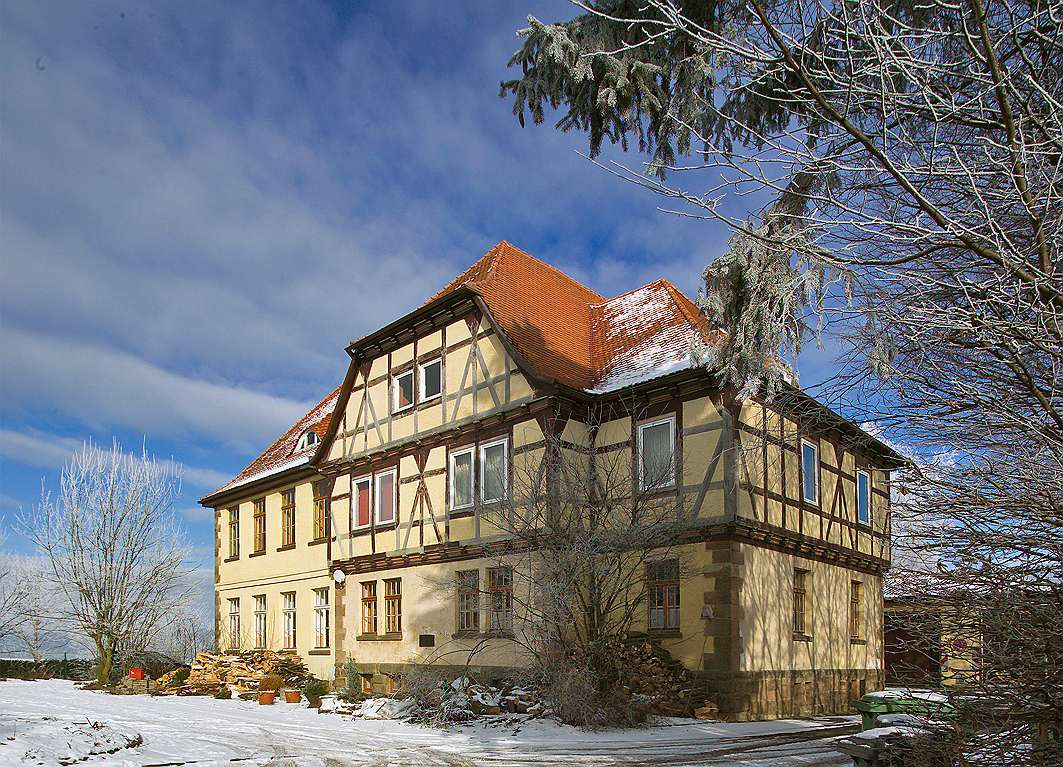
Die alte Schule

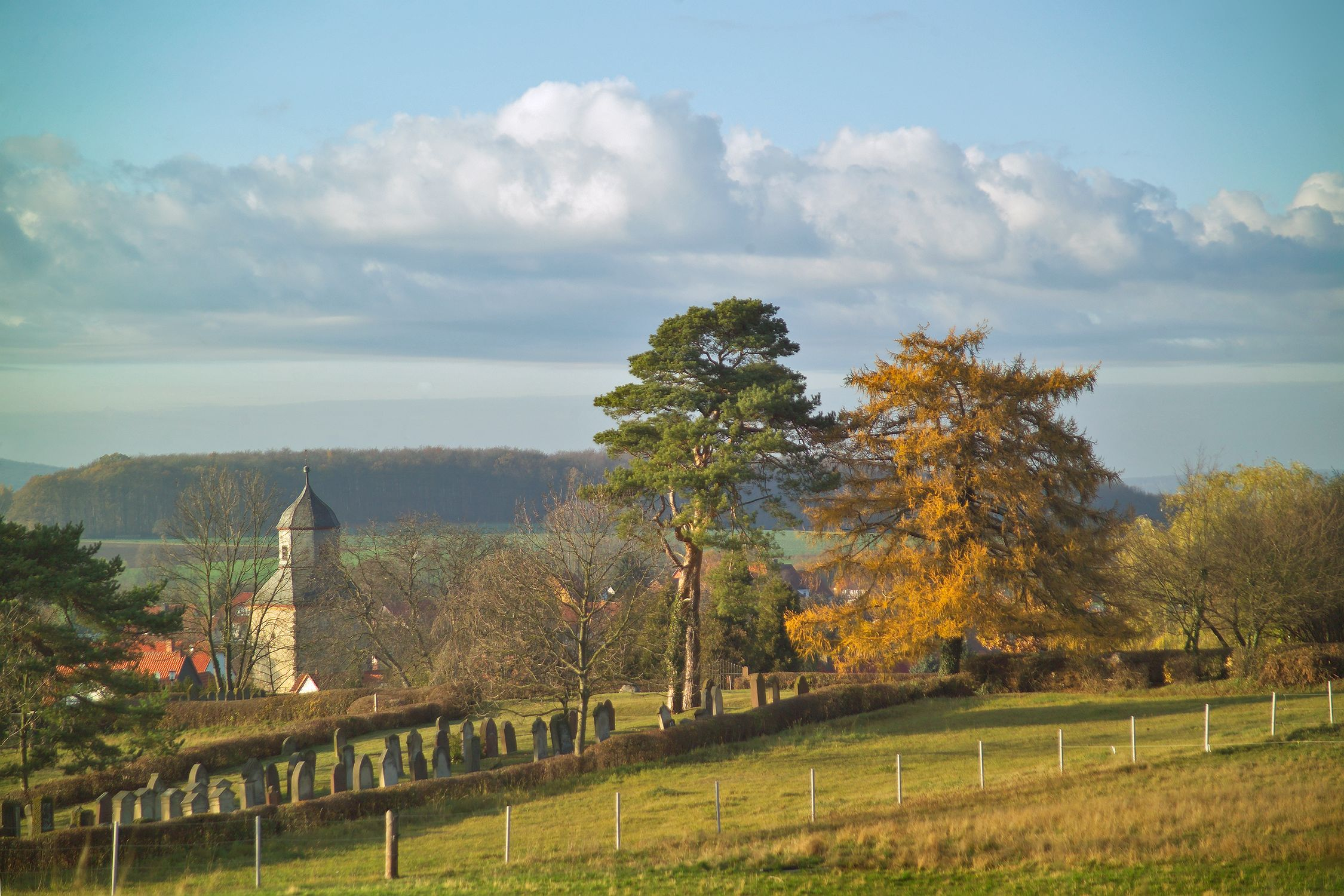
Meimbressen mit romanischer Kirche, im Vordergrund der jüdische Friedhof

Meimbressen gehört zu den ältesten Dörfern Hessens. Der Name taucht bereits im 10. Jahrhundert in Aufzeichnungen des Klosters Fulda auf. Im Jahr 1107 wird es als Villa Juris Regii, als Königsdorf bezeichnet. Der Name leitet von einem Adligen namens Mainbracht her.
Dass Meimbressen nicht nur Königsgut der Salier, sondern im 12. Jahrhundert auch Sitz eines Grafengerichts im „Pagus Marprachtissin“ war, haben sowohl die Hessische Historische Kommission 1973 als auch der Archivar und Historiker Helge Wittman 2008 nachgewiesen. Somit wurden hier im Jahr 1151 die damalige Amtgrafschaft und die heutige Burgruine Schöneberg von Graf Hermann II. von Winzenburg an Erzbischof Heinrich I. von Mainz übereignet, im Gericht zu Marprachtissin = Meimbressen vor Graf Wigger von Wartberg-Horeburg. Die damit nachgewiesene Zuordnung (Nähe Meimbressen zur Burg Wartberch oberhalb von Warburg) bestätigt, dass sich Graf Wigger nicht nach der Wartburg bei Eisenach nannte, obwohl seine Nachkommen als Grafen von Brandenberg in deren Nähe lebten, sondern nach der Wartburg in Warburg.
Die Kirche war zunächst eine selbständige Kirche St. Bonifacii, gehörte dann aber bald zu Ehrsten. Die Maueranlagen des Lindenberges, auf dem die Kirche steht, deuten auf eine Befestigung, vielleicht eine Burg hin. Details sind unbekannt.
Bereits im 14. Jahrhundert siedelt der lokale Grundherr sogenannte Schutzjuden an. Seit dieser Zeit waren die Adelsfamilien von Gudenberg und Wolff von Gudenberg die Grundherren im Dorf. Auf den Grundmauern einer von Tillys Truppen im Dreißigjährigen Krieg (1618 bis 1648) verwüsteten Burganlage wurde der Junkernhof erbaut.
1915 erhielt das Dorf elektrischen Strom, 1927 eine neue Wasserleitung, die den offenen Brunnen überflüssig machte, im gleichen Jahr wurde die erste Buslinie nach Kassel eingerichtet.
Während der Novemberpogrome 1938 wurde die 1842 gebaute Synagoge verwüstet. Nur 23 der um 1933 rund 70 jüdischen Bürger Meimbressens gelang die Emigration aus dem Machtbereich der Nationalsozialisten. Die übrigen wurden in Lager verschleppt, und von ihnen überlebte mehr als die Hälfte den Holocaust nicht. Der nicht abgerissene mittlere Teil des Synagogen- und Schulgebäudes dient heute als Wohnhaus.
Nach dem Zweiten Weltkrieg stieg die Zahl der Einwohner auf fast 900, vor allem durch den Zustrom von Heimatvertriebenen. In den 1950er Jahren wurde ein erstes Neubaugebiet ausgewiesen. 1967 wurde die Dorfschule geschlossen.
In Meimbressen wurde im August 2006 das 1100-jährige Bestehen des Ortes gefeiert.

### Hessische Gebietsreform
Im Zuge der Gebietsreform in Hessen wurde am 31. Dezember 1970 Calden mit der bis dahin selbständigen Nachbargemeinde Meimbressen auf freiwilliger Basis zur erweiterten Gemeinde Calden zusammengeschlossen. Mit der Eingliederung in den neu geschaffenen Landkreis Kassel am 1. August 1972 war die Gebietsreform für Calden abgeschlossen. Für alle ehemals eigenständigen Gemeinden von Calden wurden Ortsbezirke mit Ortsbeirat und Ortsvorsteher nach der Hessischen Gemeindeordnung gebildet.

### Bevölkerung
Einwohnerentwicklung
- 1585: 50 Haushaltungen
- 1747: 57 Haushaltungen

| Meimbressen: Einwohnerzahlen von 1834 bis 2015 | Meimbressen: Einwohnerzahlen von 1834 bis 2015 | Meimbressen: Einwohnerzahlen von 1834 bis 2015 | Meimbressen: Einwohnerzahlen von 1834 bis 2015 | Meimbressen: Einwohnerzahlen von 1834 bis 2015 |
| --- | ---------------------------------------------- | ---------------------------------------------- | ---------------------------------------------- | ---------------------------------------------- |
| Jahr |                                                |                                                |                                                | Einwohner                                      |
| 1834 | 1834                                           |                                                | 596                                            | 596                                            |
| 1840 | 1840                                           |                                                | 596                                            | 596                                            |
| 1846 | 1846                                           |                                                | 673                                            | 673                                            |
| 1852 | 1852                                           |                                                | 673                                            | 673                                            |
| 1858 | 1858                                           |                                                | 715                                            | 715                                            |
| 1864 | 1864                                           |                                                | 741                                            | 741                                            |
| 1871 | 1871                                           |                                                | 630                                            | 630                                            |
| 1875 | 1875                                           |                                                | 634                                            | 634                                            |
| 1885 | 1885                                           |                                                | 646                                            | 646                                            |
| 1895 | 1895                                           |                                                | 604                                            | 604                                            |
| 1905 | 1905                                           |                                                | 630                                            | 630                                            |
| 1910 | 1910                                           |                                                | 662                                            | 662                                            |
| 1925 | 1925                                           |                                                | 632                                            | 632                                            |
| 1939 | 1939                                           |                                                | 600                                            | 600                                            |
| 1946 | 1946                                           |                                                | 920                                            | 920                                            |
| 1950 | 1950                                           |                                                | 876                                            | 876                                            |
| 1956 | 1956                                           |                                                | 814                                            | 814                                            |
| 1961 | 1961                                           |                                                | 835                                            | 835                                            |
| 1967 | 1967                                           |                                                | 799                                            | 799                                            |
| 1970 | 1970                                           |                                                | 793                                            | 793                                            |
| 1980 | 1980                                           |                                                | ?                                              | ?                                              |
| 1990 | 1990                                           |                                                | ?                                              | ?                                              |
| 2000 | 2000                                           |                                                | ?                                              | ?                                              |
| 2011 | 2011                                           |                                                | 864                                            | 864                                            |
| 2015 | 2015                                           |                                                | 847                                            | 847                                            |
| Datenquelle: Historisches Gemeindeverzeichnis für Hessen: Die Bevölkerung der Gemeinden 1834 bis 1967. Wiesbaden: Hessisches Statistisches Landesamt, 1968. Weitere Quellen: ; Gemeinde Calden; Zensus 2011 |                                                |                                                |                                                |                                                |

Historische Religionszugehörigkeit
| • 1961: | 703 evangelische (= 86,96 %), 113 katholische (= 12,53 %) Einwohner |

## Kultur und Sehenswürdigkeiten

### Bauwerke
Meimbressen besitzt eine romanische Wehrkirche, die sich an der steilsten Stelle der das Dorf durchziehenden Hangkante des Lindenbergs über dem Dorfkern erhebt. Dieser Berg fällt durch starke Befestigungsmauern auf. Die Kirche verfügt über eine Orgel mit zwei Manualen, einem Pedal und 22 Registern, die von Orgelbau Waltershausen in den Jahren 2002 bis 2005 im barocken Gehäuse neu gebaut wurde.
Siehe auch: Evangelische Kirche Meimbressen
Weiterhin sind zwei große Adelssitze zu nennen. Der eine, ein Vollerwerbshof, ist ein relativ schmuckloser Zweck-Fachwerkbau. Der andere, der „Junkernhof“, ohne weitere Ländereien, ist ein bemerkenswerter Fachwerkbau, der sich auf den Grundmauern einer im Dreißigjährigen Krieg zerstörten Burg erhebt.
Vom „Hellen Platz“ und vom Mühlenberg hat man eine schöne Aussicht auf das Tal der Nebelbeeke und die Dorflage.
Für die unter Denkmalschutz stehenden Kulturdenkmäler des Ortes siehe die Liste der Kulturdenkmäler in Meimbressen.

### Jüdischer Friedhof

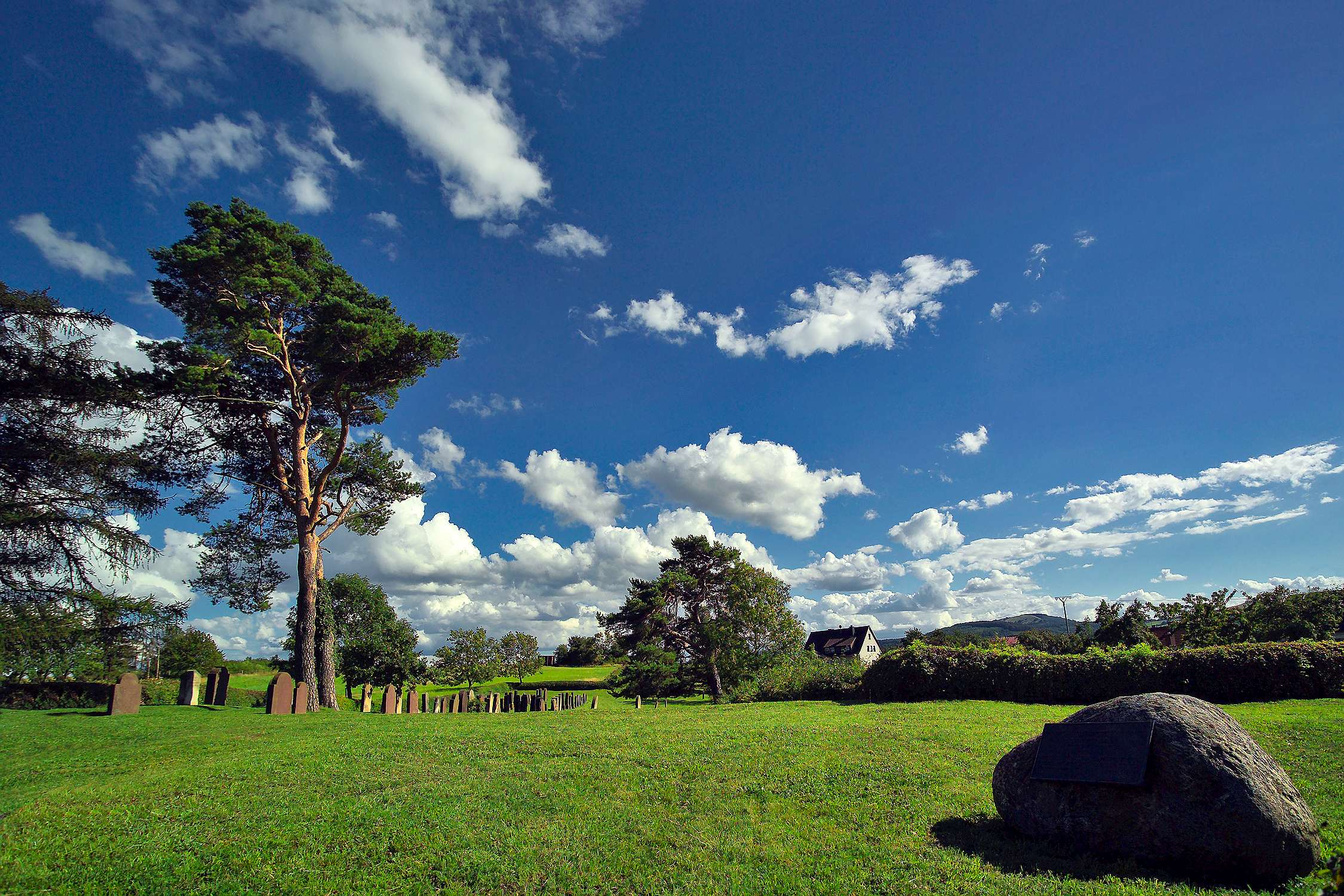
Der jüdische Friedhof von Meimbressen

Der Jüdische Friedhof liegt am Ortsrand von Meimbressen. Er ist mit 7.230 m² einer der größten jüdischen Friedhöfe Nordhessens. Die ältesten Grabsteine stammen aus der Zeit um 1700. Der Friedhof ist ein geschütztes Kulturdenkmal.

### Musik
- Spielmannszug Meimbressen – eine Sparte des TuS Meimbressen e. V. Der Spielmannszug Meimbressen feierte im Jahr 2012 sein 100-jähriges Bestehen. Unter der Stabführung von Bernd Neutze wird das Repertoire der ca. 25 Trommeln und Pfeifen stetig erweitert.[10]
- Musikverein Harmonie Meimbressen. Die Mitglieder der „Harmonie“ kommen aus allen Caldener Ortsteilen. Neben der typischen Volksmusik spielen die Musiker auch Werke zeitgenössischer Blasmusik. Die „Harmonie“ war bereits auf dem Musikantenstadl von Andy Borg vertreten und feierte im Jahr 2012 ihr 40. Jubiläum.[11]
- Männergesangverein Meimbressen
- Original Schloppetaler Musikanten. Die Schloppetaler, oder die „Oberkrainer aus Nordhessen“, spielen in der original Oberkrainer-Besetzung mit Klarinette, Trompete, Akkordeon, Bariton und Gitarre bekannte Lieder im Oberkrainerstil.[12]

### Sport
Im Ort ansässig ist der „Turn und Sportverein Meimbressen 1908“ mit sieben Sparten und knapp 400 Mitgliedern. Vereinsheim ist die Gaststätte Bornmann. Meimbressen verfügt über einen Sportplatz und eine kleine Turnhalle, die in den 1970er Jahren in Eigenleistung entstand.

## Wirtschaft und Infrastruktur
Meimbressen besitzt keine nennenswerte eigene Wirtschaft und kaum Arbeitsplätze. Einige Handwerksbetriebe, eine Kneipe sowie noch zwei Vollerwerbslandwirte prägen die Dorfwirtschaft. Der letzte Bäcker hat im Dezember 2005 seinen Laden geschlossen. Seitdem ist es nicht mehr möglich, im Dorf einzukaufen. Die Mehrheit der Einwohner arbeitet in Kassel.

## Persönlichkeiten
- Johannes Rauw (* in Meimbressen; † 1600 in Wetter (Hessen)) war ein Kosmograph, Theologe und Komponist.
- Gottlob Freiherr Wolff von Gudenberg (1813–1890), Richter und Abgeordneter
- Karl Heinrich Georg Davin (1823–1884), Seminarlehrer am Königlichen Lehrerseminar Schlüchtern und Komponist, geboren in Meimbressen
- Arno Backhaus (* 1950), christlicher Liedermacher, Autor und Aktionskünstler, wohnt seit Anfang der 1980er Jahre in Meimbressen